# Asedio Zelote del Templo de Jerusalén
El Asedio zelote del Templo de Jerusalén (68 d. C.) fue un breve asedio del Templo de Jerusalén combatido entre facciones judías durante la Gran Revuelta Judía contra el Imperio Romano (66-70 d. C.). Ellos luchaban por defender sus orígenes, por así decirlo, querían ser autónomos. Según el historiador Josefo, las fuerzas de Ananías ben Ananías, uno de los jefes del gobierno provisional de Judea y ex Sumo Sacerdote de Israel, sitiaron a los zelotes que poseían el Templo. Cuando Juan de Giscala hizo que los zelotes creyeran que Ananías se había puesto en contacto con el general romano Vespasiano para que los ayudara a retomar el control de toda Jerusalén, los zelotes, desesperados, pidieron ayuda a los edomitas (idumeos) para evitar la entrega de la ciudad a los Romanos. Cuando llegaron los edomitas, los zelotes les abrieron las puertas de Jerusalén, y los edomitas mataron a las fuerzas de ben Hanan (Ananías ben Ananías), matándolo también. 
Después de liberar a los zelotes del templo, los edomitas y zelotes masacraron a la gente común. Jerusalén permaneció principalmente bajo el control de los zelotes hasta el año 70 d. C., cuando fue saqueada por Roma y el Templo fue destruido.

## Antecedentes
Los zelotes eran un movimiento político en el judaísmo del siglo I que buscaba incitar al pueblo de la provincia de Judea a rebelarse contra el Imperio Romano y expulsarlo de Tierra Santa por la fuerza de las armas. La Gran Revuelta Judía comenzó en el año 66 d. C. con tensiones religiosas griegas y judías y se expandió a protestas contra los impuestos y ataques judíos contra ciudadanos romanos. Sin embargo, para el año 68, la resistencia judía en el norte había sido aplastada y el general romano Vespasiano había establecido su cuartel general en Cesarea Marítima. El líder galileo, Juan de Giscala logró escapar a Jerusalén, pero estalló una brutal guerra civil cuando los fanáticos y los fanáticos Sicarii ejecutaron a cualquiera que abogara por la rendición.

## Cerco
En el año 68 d. C., había un creciente malestar en Jerusalén. Ananías ben Ananías incitó a la gente a levantarse contra los zelotes, que estaban robando a la gente y usando el Templo de Jerusalén como su base de operaciones. Ben Hanan comenzó a reclutar para el conflicto armado. Los zelotes, que estaban acuartelados en el Templo, se enteraron de que Ben Hanan se estaba preparando para la batalla y se lanzaron atacando a todos en su camino. Ben Hanan rápidamente organizó a la gente contra ellos. La escaramuza comenzó con los beligerantes arrojándose piedras el uno al otro, luego las jabalinas, y finalmente se produjo un combate cuerpo a cuerpo con espadas. Finalmente, los zelotes se retiraron a la corte interior del Templo, y 6.000 de los hombres de Ben Hanan ocuparon la primera corte (exterior). 
Según Josefo, Juan de Giscala, que en secreto buscaba gobernar Jerusalén, había cultivado una amistad con Ananías: 

[Juan de Giscala] era un hombre de gran oficio, y tenía en su alma una fuerte pasión después de la tiranía, y... fingió ser de la opinión de la gente, y fue con Ananus cuando consultaba a los grandes hombres todos los días, y en la noche también cuando rondaba la guardia; pero él divulgó sus secretos a los fanáticos, y todo lo que la gente deliberaba era conocido por sus enemigos, incluso antes de que lo acordaran bien.

Se sospechaba que Juan era un espía, por lo que se hizo un juramento de buena voluntad a Ananias ben Ananias y al pueblo. Después de hacer el juramento, Ananias envió a Juan de Giscala al patio interior para hablar con los zelotes en su nombre. Juan inmediatamente se puso el abrigo, "como si hubiera hecho su juramento a los fanáticos", diciéndoles que estaban en peligro inminente y que no podrían sobrevivir a un asedio. Les dijo que tenían dos opciones: 1) rendirse, en cuyo caso enfrentarían la ejecución, la vigilancia o la retribución por las "cosas desesperadas que habían hecho"; o 2) para solicitar asistencia externa. Juan le dijo a los zelotes que Ananus había enviado embajadores a Vespasiano para pedirle que viniera a tomar la ciudad. De hecho, esto no era cierto, pero los convenció de que no podían soportar un asedio sin ayuda.

[Los zelotes] dudaron un buen rato sobre lo que debían hacer, teniendo en cuenta la brevedad del tiempo por el cual estaban limitados; porque la gente estaba preparada para atacarlos muy pronto, y porque la repentina conspiración trazada contra ellos casi había cortado todas sus esperanzas de obtener ayuda extranjera; porque podrían estar bajo el colmo de sus aflicciones antes de que cualquiera de sus confederados pudiera ser informado de ello. Sin embargo, se resolvió llamar a los idumeos [edomitas]; así que escribieron una breve carta en este sentido: que Ananus había impuesto a la gente y estaba traicionando su metrópoli a los romanos; que ellos mismos se habían rebelado del resto, y estaban bajo custodia en el templo, debido a la preservación de su libertad; que les quedaba poco tiempo para esperar su liberación; y que, a menos que acudieran inmediatamente en su ayuda, pronto estarían en poder de Artanus, y la ciudad estaría en poder de los romanos.

Los mensajeros lograron escabullirse del Templo y entregar con éxito su mensaje a los gobernantes de los edomitas, que estaban muy alarmados, y rápidamente levantaron un ejército de 20.000 para marchar sobre Jerusalén, "para mantener la libertad de su metrópoli".  Al recibir la noticia de que 20.000 edomitas marchaban sobre Jerusalén, ben Hanan ordenó que se cerraran las puertas contra ellos y que los muros estuvieran protegidos. Jesús, uno de los mayores sumos sacerdotes, pronunció un discurso desde las paredes, denunciando a los zelotes como ladrones y diciéndoles a los edomitas que arrojaran sus armas. Simon, hijo de Cathlas, uno de los comandantes de Idumean, calmó el tumulto de sus propios hombres y respondió: "Ya no puedo preguntarme si los patrones de la libertad están bajo custodia en el templo, ya que hay quienes cierran las puertas de nuestros comunes ciudad a su propia nación, y al mismo tiempo están preparados para admitir a los romanos en ella; no, tal vez estén dispuestos a coronar las puertas con guirnaldas a su llegada, mientras hablan a los idumeos desde sus propias torres, y les ordenan arrojen las armas que tomaron para preservar su libertad...."  
Esa noche, una tormenta eléctrica azotó a Jerusalén, y los zelotes se escabulleron del templo a las puertas y cortaron los barrotes de las puertas con sierras, el sonido enmascarado por el sonido del viento y los truenos. Abrieron las puertas de Jerusalén a los edomitas, que cayeron sobre los guardias y se dirigieron al Templo. Mataron a las fuerzas de Ananias allí, matándolo también. Después de liberar a los zelotes del templo, masacraron a la gente común. Finalmente, después de enterarse de que Vespasiano nunca había sido contactado por Ananus ben Ananus, los edomitas se arrepintieron y abandonaron la ciudad.

## Consecuencias
Jerusalén permaneció en manos de los zelotes hasta que el asedio de Jerusalén (70 d. C.) por las legiones romanas bajo Tito resultó en el saqueo de la ciudad y la captura y encarcelamiento de los líderes zelotes. 